# الكعك الويلزي
الكعك الويلزي (الكعك الويلزي أو كعك الغريدل) (بالإنجليزية: Welsh cake)‏ هو كعك تقليدي في ويلز. لقد كان شائعًا منذ أواخر القرن التاسع عشر بإضافة الدهون والسكر والفواكه المجففة إلى وصفة طويلة الأمد للخبز المسطح المخبوز على صينية.
تُعرف الكعك أيضًا باسم كعك الشواء أو أحجار الخبز داخل ويلز لأنها تُطهى تقليديًا على خبز من الحجر (الويلزية: ماين، مضاءة. «الحجر» أو الويلزية: بلانك، مضاءة. (1.5 سم) أو أكثر عندما يتم إشعال النار أو الطباخ
الكعك الويلزي مصنوع من الدقيق والزبدة أو شحم الخنزير والكشمش والبيض والحليب والتوابل مثل القرفة وجوزة الطيب. وهي دائرية تقريبًا، يبلغ قطرها بضع بوصات (7-8 سم) ويبلغ سمكها حوالي نصف بوصة (1-5 سم).
يقدم الكعك الويلزي ساخنًا أو باردًا، وفي بعض الأحيان يتم غباره بالسكر الناعم. على عكس الكعكات، لا يتم تناولها عادة مع مرافقة، على الرغم من أنها تكون في بعض الأحيان جاهزة للتقسيم ونشرها مع المربى، وأحيانًا يتم دهنها بالزبدة.